# Damn Small Linux
A Damn Small Linux (ismert még DSL vagy DSLinux néven) egy Linux-disztribúció. Eredetileg kis teljesítményű gépeken való futtatásra fejlesztették ki. A disztribúció különbözik a többi Linux disztribúciótól, mivel nem igényel nagy teljesítményű számítógépet. 2006-ban a DistroWatch listáján 6. helyezést ért el.
A teljes disztribúció kis méretének köszönhetően kisebb adathordozóval rendelkező gépeken is használható, mint például egy 64 MB-os USB flash memória, CompactFlash kártyák vagy ZIP meghajtók.

## A kezdetek
A Damn Small Linuxot eredetileg John Andrews fejlesztette ki, később kiterjedt közösségi projektté nőtte ki magát számos külső munkatárssal, mint például Robert Shingledecker, aki a MyDSL rendszert fejlesztette ki, és sokan mások.
Habár Andrews eredetileg a K modellen fejlesztette ki a DSL-t, amely egy 22 MB-os módosított Knoppix változat, a DSL manapság a valódi Knoppixon alapul, ezáltal sokkal könnyebb átdolgozhatóságot és fejlesztési lehetőséget biztosítva.

## Rendszertöltési opciók
Az automatikus hardverfelismerés sikertelen lehet, vagy a felhasználó más beállításokat szeretne használni, mint az alapértelmezett, ezért a DSL lehetővé teszi, hogy különböző opciókat adjunk meg még a rendszertöltés megkezdése előtt. Ha a felhasználó nem ad meg egyéb opciókat, a DSL az alapértelmezett beállításokkal indul. A rendszertöltési opciók hatással vannak az automatikus felismerésre és a hardver opciókra, vagy a grafikus felületre.
A DSL alkalmas lehet még a QEMU emulátorban való futtatására Microsoft Windows és Linux rendszereken. Mivel ez a módszer nem igényel újraindítást, alkalmas lehet a Linux futtatására, illetve bemutatására.

## Változatok

### Live CD
A DSL alkalmas merevlemez nélküli gépeken való futtatásra. A fájlok a RAM-ban tárolódnak. A DSL segítségével futtathatjuk az X ablakkezelőt és számos egyéb parancssori eszközt.

### Xbox verzió (X-DSL)
A Damn Small Linuxnak létezik Xboxon futtatható változata is. LiveCD-ként futtatható egy módosított Xboxon, vagy feltelepíthető az Xbox merevlemezére. Automatikusan betölti az X11-es grafikus felületet, ahol az Xbox vezérlője használható az egérmutató mozgatásához és a virtuális billentyűzethez. Az X-DSL Fluxbox ablakkezelővel rendelkezik, számos alkalmazással e-mailezéshez, böngészéshez, szövegszerkesztéshez vagy zenelejátszáshoz. További alkalmazások telepíthetők a myDSL kiegészítő segítségével. Az Xbox teljesítménye messze meghaladja a DSL rendszerkövetelményeit, ezért előnyösebb a többi disztribúcióhoz képest.

## Rendszerkövetelmények
A DSL csak az x86 architektúrát támogatja. Ebbe tartozik a 386, 486, Pentium, Pentium II, Pentium III, Pentium 4, AMD K6, AMD Athlon, és a VIA C3. Alkalmas a Dillo böngészővel internetezésre, 486-os processzoron 16 MB RAM-mal játékok futtatására. Azonban nagyobb teljesítmény szükséges például a Mozilla Firefox, illetve az OpenOffice alkalmazások futtatásához.

## Verziók

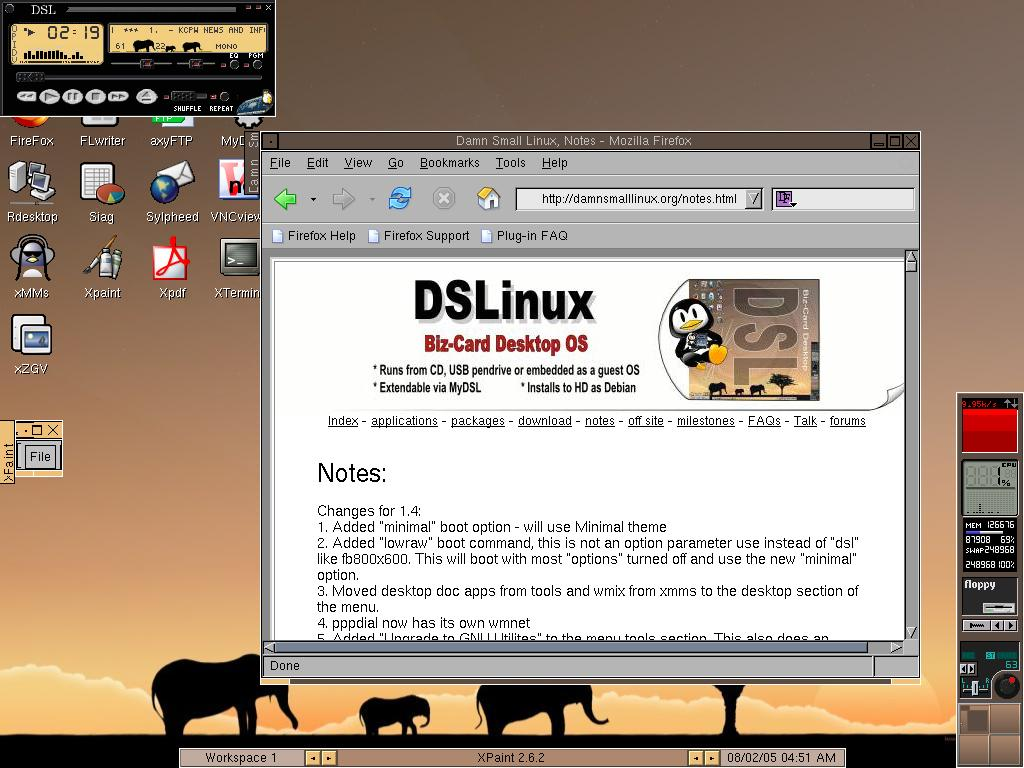
Damn Small Linux 1.4

- 1.0.1, 2005. április 15.
- 1.1, 2005. május 5.
- 1.2.1, 2005. június 15.
- 1.3.1, 2005. július 19.
- 1.5, 2005. szeptember 6.
- 2.0, 2005. november 22.
- 2.4, 2006. május 16.
- 3.0, 2006. június 20.
- 3.1, 2006. november 29.
- 3.2, 2007. január 18.
- 3.4, 2007. október 9.
- 3.4.11, 2008. január 28.
- 4.2.5, 2008. január 28.
- 4.3, 2008. április 22.
- 4.4, 2008. június 9.
- 4.4.1, 2008. június 17.
- 4.4.2, 2008. június 21.
- 4.4.3, 2008. július 9.
- 4.4.5, 2008. szeptember 3.
- 4.4.8, 2008. november 13.